# Songs from Black Mountain
Songs from Black Mountain è il settimo album in studio del gruppo musicale rock statunitense Live, pubblicato nel 2006.

## Tracce
1. The River – 2:58
2. Mystery – 3:45
3. Get Ready – 3:32
4. Show – 3:24
5. Wings – 3:51
6. Sofia – 3:54
7. Love Shines (A Song for My Daughters About God) – 3:21
8. Where Do We Go from Here? – 3:46
9. Home – 3:23
10. All I Need – 3:13
11. You Are Not Alone – 3:43
12. Night of Nights – 3:33